# Georg Haner
Georg Haner, magyarosan Háner György (Segesvár, 1672. április 28. – Berethalom, 1740. december 14.) bölcsész doktor, erdélyi szász történész, evangélikus szuperintendens, Georg Jeremias Haner apja.

## Élete
A wittenbergi egyetemen végezte tanulmányait, ahol 1691-ben bölcseletdoktori (magister) oklevelet nyert. 1695-től 1698-ig a segesvári gimnázium rectora volt; ezután lelkész ugyanott; Filkenius Zakariás halála után (1701) apoldi lelkész lett; innét 1706-ban a szászkézdi egyház hívta meg, honnét 1708-ban Nagysinkre ment lelkésznek, 1713-ban Medgyes községe választotta meg városi lelkésznek; 1719. fődékán, 1736-ban berethalmi lelkész és december 13. a szász evangélikus egyházak szuperintendense lett.
Történeti munkáiban a dák – gót – szász kontinuitást hirdeti; az evangelikus egyház történetét az őslakosnak tartott gótok pogány szertartásaival kezdi.

## Művei
- Subjectum Philosophiae moralis speciale, seu Orationis affectus et actiones morales. Praeside Abrah. Henr. Deutschmann. Vittebergae, 1691
- Pentecostalis Pnevmatologia paradisiaca h. e. Mysteria pentecostalia de Spiritus S. beneficiis divinitus in Paradiso Gen. Cap. I., II., III. revelata. Praes. Joh. Deutschmann 1692. d. 22. Julii. Vittebergae
- Lustratio Hebraeorum ad explicanda commata Psalm. LI. 9. Hebr. IX. 13., 14. Praes. Theod. Dassov. 1692, 21. Decemb. Vittebergae
- Dissertatio philologica de Literarum hebraicarum origine et auJentia. Respondente Paulo Brellft… d. 24. Decemb. 1692. Vittebergae
- Dissertatio Historico Philologica de Punctorum Hebraeorum cum Literis coavitate et Qeopneosia. Resp. Ioanne Helgey… d. 28. Oct. 1693
- Historia Ecclesiarum Transylvanicarum, inde a primis Populorum Originibus ad haec usque tempora, ex variis iisque antiquissimis et probatissimis Archyvis et fide dignissimis Manuscriptis IV. Libris delineata. Francofurti et Lipsiae, 1694
- Acroasium Theologicarum Disputatio prima, Ex Theologia de Theologia in genere, sub moderamine S. S. Trinitatis, Praeside M. Georgio Haner… publice disputabit Andreas Gerger. Balastelk… Anno 1696, die 26. Novembr. Cibinii
- Acroasium Theologicarum Disputatio Secunda, De Theologiae objecto sive de Religione; sub moderamine S. S. Trinitatis, Praeside M. G. H… publice disputabit Thomas Bulchesch … anno 1697. Cibinii
- Acroasium Theologicarum ex D. Cunradi Dieterici Institutionibus Catheticis, Discentibus Gymnasii Schaesburgensis ostensarum Disputatio prima, post binas praeliminares, de Scriptura Sacra, quam sub moderamine S. S. Trinitatis Praeside M. G. H… publice disquisitioni submittet. Respondens Georgius Seraphinus… anno 1697. Coronae
- Acroasium Theologicarum ex B. D. Cunradi Dieterici Institutionibus Catecheticis, Discentibus in Gymnasio Schaesburgensi, ostensarum Disputatio II post binas praeliminares, de Deo Uni-Trino, quam sub moderamine Dei Uni-Trini Praeside M. G. H… publice defendet Andreas Helwig… Coronae
- Acroasium Theologicarum ex B. D. Cunradi Dieterici Institutionibus Catecheticis, discentibus in Gymnasio Schaesburgensi ostensarum Disputatio Tertia super Articulo: De Scriptura Sacra. Praes. M. G. Haner… Coronae, 1698
- Kézirati munkái: Delineationis Historiae Ecclesiarum Transylvanicarum Libri IV. (Az első könyv Noével és fiaival kezdődik, a második Fülöp macedoniai királylyal, a harmadik Geyza magyar fejedelemmel és a negyedik Luther reformatiójával és végződik az Ungler superintendensnek a medgyesi zsinaton 1595. április 10. tartott beszédével; Compendium Privilegiorum Ordini Ecclesiastico Saxo-Evangelico in Transylvania, variis ab Imperatoribus, Regibus, Principibus, eorumque denique Locumtenentibus clementissime concessorum. Anno 1717.; Der privilegirte siebenbürgische Priesterstand; Historia Daciae Antiquae et Ecclesiarum Transylvanicarum; Nota bene Majus Pastoris Saxo-Transilvani et Aug. Conf. invariatae ore et corde addicti in III Partes divisum, (a II. rész 167, a III. 184 oklevelet foglal magában, melyek az egyháztörténetre vonatkoznak, négy vaskos 4-rét kötetben); Treuherzige Warnung an die auf Akademien befindlichen Siebenbürger; Schriftsgrund der h. zehn Gebote; Nöthige Anmerkungen über den Katechismus Horbii; Schriftmässige Beantwortung der sogenannten Ueberzeugung von der Wiederbringung aller Dinge Johann Dietrich's Past. Bolgatziens.; Diarium Decanale (nyilvános beszédeit és leveleit foglalja magában, melyeket mint fődékán tartott és írt); Ordinata Digestio Status Saxo-ecclesiastici… A m. nemzeti múzeumi kézirattárban: Brevis rerum suo tempore gestarum Commentarii sive Chronicon ab a. 1657–1715 (XVIII. századból való kézirat)